# Видеографија Селене Гомез
Америчка певачица и глумица Селена Гомез наступила је у музичким спотовима, филмовима и телевизијским серијама. Са свог дебитантског албума с некадашњом групом Selena Gomez & the Scene под називом Kiss & Tell (2009), објавила је музичке спотове за синглове „Falling Down” и „Naturally”. Други албум групе под називом A Year Without Rain (2010), садржи музичке спотове за „Round & Round” и истоимени сингл. Трећи албум групе под називом When the Sun Goes Down (2011), садржи музичке спотове за „Who Says”, „Love You like a Love Song”, који је номинован за најбољи спот женског извођача на додели , као и „”. Почетком 2012. Гомезова је најавила да ће група направити паузу док се она фокусира на своју глумачку каријеру. Године 2013. потврдила је да ће објавити свој соло дебитантски албум, уместо албума са својом групом.
Први соло албум Гомезове под називом Stars Dance, садржи музичке спотове за „Come & Get It”, који је освојио награду за најбољи поп спот на додели , као и „Slow Down”. Након седам година с кућом , Гомезова је 2014. потписала уговор о снимању с кућом Interscope Records. Да би званично раскинула уговор с кућом , Гомезова је објавила компилацијски албум For You (2014) и музички спот за водећи сингл, „The Heart Wants What It Wants”. Гомезова је затим објавила свој други соло албум Revival (2015), који садржи спотове за песме „”, „Same Old Love”, „Hands to Myself” и „Kill Em with Kindness”. За свој трећи соло албум Rare (2020), Гомезова је снимила спотове за песме „”, „Look at Her Now”, „Rare”, „Dance Again” и „Boyfriend”.
Гомезова је остварила свој телевизијски деби у дечјој телевизијској серији, Барни и пријатељи (2002—2004). Од 2007. до 2012. глумила је у телевизијској серији Disney Channel-а, Чаробњаци с Вејверли Плејса. Такође је глумила у филмовима: Још једна прича о Пепељуги (2008), Програм заштите за принцезе (2009), Чаробњаци с Вејверли Плејса: Филм (2009), Рамона и Бизус (2010), Монте Карло (2011), Бунтовнице (2012), Бекство (2013), Основни принципи добра (2016), Мртви не умиру (2019) и Кишни дан у Њујорку (2019). Гомезова је такође позајмила глас Мејвис у филмској серији Хотел Трансилванија (2012—2022), док је такође била извршна продуценткиња телевизијских серија Netflix-а, 13 разлога (2017—2020) и Живот без докумената (2019). Поред тога, Гомезова је извршна продуценткиња и глумица у кулинарској серији HBO Max-а Селена + кувари (2020—2023), као и хумористичке мистерије Hulu-а, Само убиства у згради (2021—данас).

## Филмографија

### Филм
| Година | Српски назив                         | Изворни назив  | Улога                                   | Напомене                     |       |
| ------ | ------------------------------------ | -------------- | --------------------------------------- | ---------------------------- | ----- |
| 2003.  | Деца шпијуни 3-D: Игра је готова        |                | девојчица у воденом парку               |                              |       |
| 2008.  | Још једна прича о Пепељуги           |                | Мери Сантијаго                          |                              |       |
| 2008.  | Хортон                               |                | Хелга (глас)                            |                              |       |
| 2009.  | Артур и Малтазарова освета           |                | принцеза Селенија (глас)                |                              |       |
| 2010.  | Рамона и Бизус                       |                | Беатрис „Бизус” Квимби                  |                              |       |
| 2010.  | Артур 3: Рат два света               |                | принцеза Селенија (глас)                |                              |       |
| 2011.  | Монте Карло                          |                | Грејс Ен Бенет / Корделија Винтроп Скот |                              |       |
| 2011.  | Мапетовци                            |                | себе                                    |                              |       |
| 2012.  | Педесет нијанси плаве                |                | себе / Лорен (глас)                     | кратки филм                  |       |
| 2012.  | Бунтовнице                           |                | Фејт                                    |                              |       |
| 2012.  | Хотел Трансилванија                  |                | Мејвис Дракула (глас)                   |                              |       |
| 2012.  | Н/Д                                  |                | девојка                                 |                              |       |
| 2013.  | Бекство                              |                | дете                                    |                              |       |
| 2013.  | Одрастање девојчице                  | [ 5 ]          | Narrator (voice)                        |                              |       |
| 2013.  | Н/Д                                  |                | Вајолет                                 | кратки филм                  |       |
| 2014.  | Без кормила                          |                | Кејт Ен Лукас                           |                              |       |
| 2014.  | Лоше понашање                        |                | Нина Пенингтон                          |                              |       |
| 2015.  | Јединство                            |                | нараторка (глас)                        |                              |       |
| 2015.  | Хотел Трансилванија 2                |                | Мејвис Дракула (глас)                   |                              |       |
| 2015.  | Опклада века                         |                | себе                                    |                              |       |
| 2015.  |                                      | концертни филм | себе                                    |                              |       |
| 2016.  | Основни принципи добра               |                | Дот                                     |                              |       |
| 2016.  | Лоше комшије 2                       |                | председница Пи Ламбде                   |                              |       |
| 2016.  | У дубиозној бици                     |                | Лиса                                    |                              |       |
| 2017.  | Куче!                                |                | Мејвис Дракула (глас)                   | кратки филм                  |       |
| 2018.  | Н/Д                                  | [ 6 ]          | девојка                                 | кратки филм                  |       |
| 2018.  | Хотел Трансилванија 3: Одмор почиње! |                | Мејвис Дракула (глас)                   |                              |       |
| 2019.  | Мртви не умиру                       |                | Зои                                     |                              |       |
| 2019.  | Кишни дан у Њујорку                  |                | Чен Тајрел                              |                              |       |
| 2020.  | Дулитл                               |                | Бетси (глас)                            |                              |       |
| 2022.  | Хотел Трансилванија: Трансформанија  |                | Мејвис Дракула (глас)                   | такође извршна продуценткиња |       |
| 2022.  | Селена Гомез: Мој ум и ја            |                | себе                                    | документарни филм            | [ 7 ] |
| 2024.  | Емилија Перез                        |                | Хеси дел Монте                          |                              |       |

### Телевизија
| Година     | Српски назив                           | Изворни назив | Улога                      | Напомене                                                                    |
| ---------- | -------------------------------------- | ------------- | -------------------------- | --------------------------------------------------------------------------- |
| 2002—2004. | Барни и пријатељи                      |               | Ђана                       | 13 епизода                                                                  |
| 2005.      | Тексашки ренџер                        |               | Џули                       | телевизијски филм                                                           |
| 2006.      | Угодни живот Зака и Кодија             |               | Гвен                       | епизода: „Летња ноћна мора”                                                 |
| 2007.      | Хана Монтана                           |               | Микејла Скич               | 3 епизоде                                                                   |
| 2007—2012. | Чаробњаци с Вејверли Плејса            |               | Алекс Русо                 | главна улога                                                                |
| 2008.      | Н/Д                                    |               | себе                       | епизода: „Здраво, Холивуде”                                                 |
| 2008.      | Н/Д                                    |               | себе / такмичарка          | 5 епизода                                                                   |
| 2008.      | Н/Д                                    |               | себе                       | епизода: „Друга емисија”                                                    |
| 2009.      | Сани, звезда у успону                  |               | себе                       | епизода: „Битка звезда мреже”                                               |
| 2009.      | Програм заштите за принцезе            |               | Картер Мејсон              | телевизијски филм                                                           |
| 2009.      | Угодни живот на палуби                 |               | Алекс Русо                 | епизода: „Преварени”                                                        |
| 2009.      | Чаробњаци с Вејверли Плејса: Филм      |               | Алекс Русо                 | телевизијски филм                                                           |
| 2009.      | Доме, слатки доме                      |               | себе                       | епизода: „Породица Скот”                                                    |
| 2011.      | Тако случајно!                         |               | себе                       | епизода: „”                                                                 |
| 2013.      | Повратак чаробњака: Алекс против Алекс |               | Алекс Русо / Зла Алекс     | телевизијски специјал                                                       |
| 2015.      |                                        |               | себе / кључни саветник     | 4 епизоде                                                                   |
| 2016.      | Уживо суботом увече                    |               | себе / музички гост        | епизода: „Ронда Раузи/Селена Гомез”                                         |
| 2016.      | Н/Д                                    |               | себе                       | епизода: „Слава”                                                            |
| 2017.      | 13 разлога: Иза кулиса                 |               | себе                       | телевизијски документарни филм                                              |
| 2020.      | Н/Д                                    |               | себе (глас) / музички гост | епизода: „Селена Гомез, Кори Барлог, Лора Бејли, Ешли Џонсон, Шенон Вудард” |
| 2020—2023. | Селена + кувари                        |               | себе                       | главна улога                                                                |
| 2020.      | Н/Д                                    |               | нараторка (глас)           | епизода: „Могу ли се купити избори?”                                        |
| 2021—данас | Само убиства у згради                  |               | Мејбел Мора                | главна улога                                                                |

### Веб
| Година | Српски назив                          | Изворни назив | Улога | Напомене  |
| ------ | ------------------------------------- | ------------- | ----- | --------- |
| 2010.  | Селена Гомез: Девојчица упознаје свет |               | себе  | 7 епизода |

### Извршна продуценткиња
| Година     | Српски назив                           | Изворни назив | Напомене              |
| ---------- | -------------------------------------- | ------------- | --------------------- |
| 2013.      | Повратак чаробњака: Алекс против Алекс |               | телевизијски специјал |
| 2017—2020. | 13 разлога                             |               | 49 епизода            |
| 2019.      | Живот без докумената                   |               | 6 епизода             |
| 2020—2023. | Селена + кувари                        |               | 44 епизоде            |
| 2020.      | Ово је та година                       |               | дугометражни филм     |
| 2020.      | Галерија сломњених срца                |               | дугометражни филм     |
| 2021—данас | Само убиства у згради                  |               | 10 епизода            |
| 2022.      | Хотел Трансилванија: Трансформанија    |               | анимирани филм        |

## Музички спотови
| Спот                           | Година | Режисер                     |
| ------------------------------ | ------ | --------------------------- |
| Cruella de Vil                 | 2008   |                             |
| Tell Me Something I Don't Know | 2008   | Елиот Лестер                |
| Fly to Your Heart              | 2008   |                             |
| One and the Same               | 2009   | Брендон Дикерсон            |
| Magic                          | 2009   | Роман Перез                 |
| Send It On                     | 2009   |                             |
| Falling Down                   | 2009   | Крис Доли                   |
| Naturally                      | 2009   | Крис Доли                   |
| Round & Round                  | 2010   | Филип Енделмен              |
| A Year Without Rain            | 2010   | Крис Доли                   |
| Who Says                       | 2011   | Крис Еплбом                 |
| Love You Like A Love Song      | 2011   | Џереми Џаспер, Џорџи Гривил |
| Hit The Lights                 | 2012   | Филип Енделмен              |
| Come & Get It                  | 2013   | Антони Мендлер              |
| Slow Down                      | 2013   | Филип Енделмен              |
| Birthday                       | 2013   | Бен Ринхен                  |
| Hold On                        | 2014   | Вилијам Х. Мејси            |
| The Heart Wants What It Wants  | 2014   | Дон Шедфорт                 |
| I Want You To Know             | 2015   | Брент Бонакорзо             |
| Good for You                   | 2015   | Софи Мулер                  |
| Same Old Love                  | 2015   | Мајкл Хосман                |
| Hands to Myself                | 2015   | Алек Кешишијан              |
| Kill Em with Kindness          | 2016   | Емил Нава                   |
| Bad Liar                       | 2017   | Џес Перез                   |
| Fetish                         | 2017   | Петра Колинс                |
| Wolves                         | 2017   | Колин Тили                  |
| Back to You                    | 2018   | Скот Кудмор                 |
| Taki Taki                      | 2018   | Колин Тили                  |
| I Can't Get Enough             | 2019   | Џејк Шхреиер                |
| Lose You to Love Me            | 2019   | Софи Мулер                  |
| Look At Her Now                | 2019   | Софи Мулер                  |
| Rare                           | 2020   | BRTHR                       |
| Boyfriend                      | 2020   | BRTHR                       |
| Ice Cream                      | 2020   |                             |
| De Una Vez                     | 2021   | Лос Перез, Адријан Перез    |
| Baila Conmigo                  | 2021   | Фернандо Ногари             |
| Baila Conmigo (Alternate)      | 2021   |                             |
| Selfish Love                   | 2021   | Родриго Саведра             |